# 職員教育施設・支援業
職員教育施設・支援業（しょくいんきょういくしせつしえんぎょう）とは、総務省による日本標準産業分類において、大分類O「教育、学習支援業」、中分類82「その他の教育、学習支援業」、小分類882「職業・教育支援施設」に含まれる細分類番号8221の区分。
社員教育受託業などの支援業と、以下の施設などが分類される。
- 航空保安大学校
- 海上保安大学校
- 防衛大学校
- 警察大学校
- 郵政大学校・郵政研修所
- 自治大学校
- 社会保険大学校
- 気象大学校
- 経済産業研修所
- 工業所有権研修所
- 消防学校
- 農林水産研修所
- 森林技術総合研修所

航海訓練所、海員学校、海技大学校、航空大学校、農業者大学校、水産大学校は、職業訓練施設（細分類番号8222）に分類される。